# بوريان (بومطاش)
بوريان هو دُوَّار يقع بجماعة عين لحصن، إقليم تطوان، جهة طنجة تطوان الحسيمة في المملكة المغربية. ينتمي الدوّار لمشيخة بومطاش التي تضم 14 دوار. يقدر عدد سكانه بـ 1157 نسمة حسب الإحصاء الرسمي للسكان والسكنى لسنة 2004.

## روابط خارجية
- البوابة الوطنية للجماعات الترابية نسخة محفوظة 12 مارس 2018 على موقع واي باك مشين.
- المندوبية السامية للتخطيط